# Chvalčova Lhota
Chvalčova Lhota (německy Lhotta Chwalczow) je vesnice, součást obce Chvalčov v okrese Kroměříž.

## Historie
Poprvé je Chvalčova Lhota zmiňována v roce 1368. V roce 1848 byla součástí panství Bystřice pod Hostýnem. Po zrušení patrimoniální správy v polovině 19. století byla samostatnou obcí. V roce 1951 byla Chvalčova Lhota připojena k sousednímu Chvalčovu a společně s ním se v roce 1976 stala součástí Bystřice pod Hostýnem; stále si držela status místní části. V roce 1990 se Chvalčov i s Chvalčovou Lhotou od Bystřice odtrhl a stal se samostatnou obcí, avšak Chvalčova Lhota status místní části ztratila. Zůstalo zachováno její katastrální území, které je rozděleno na dvě základní sídelní jednotky, Chvalčovu Lhotu a Lázně, jež tvoří nejjižnější část katastru kolem cesty na Hostýn.

## Obyvatelstvo
| 1869 | 1880 | 1890 | 1900 | 1910 | 1921 | 1930 | 1950 | 1961 | 1970 | 1980 | 1991 | 2001 | 2011 |
| ---- | ---- | ---- | ---- | ---- | ---- | ---- | ---- | ---- | ---- | ---- | ---- | ---- | ---- |
| 427  | 520  | 611  | 693  | 821  | 781  | 761  | 898  | 919  | 861  | 1052 | 996  | 1115 | 1057 |

## Pamětihodnosti
- přírodní památka Chvalčov
- kaple na návsi

## Galerie

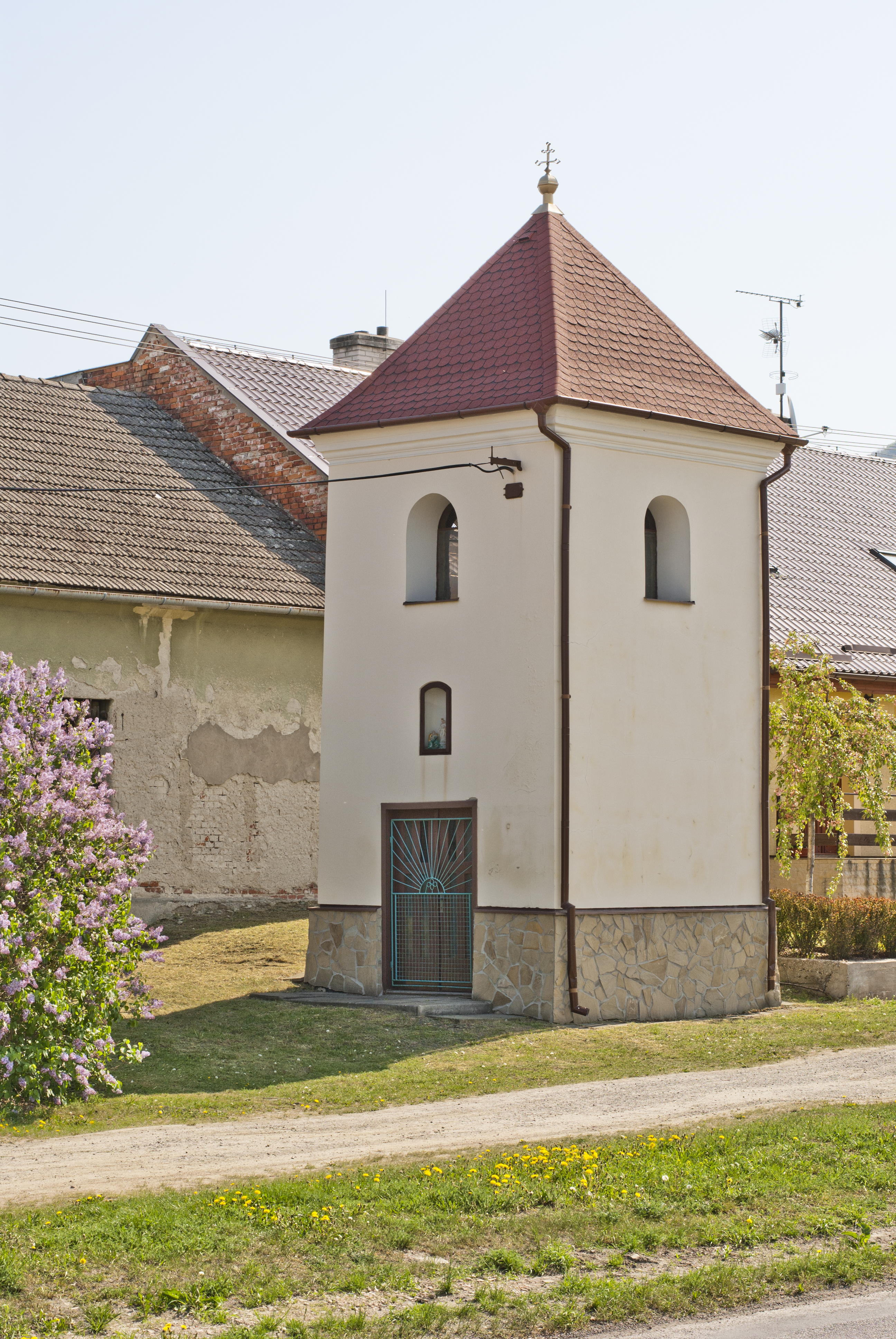
Kaple na návsi
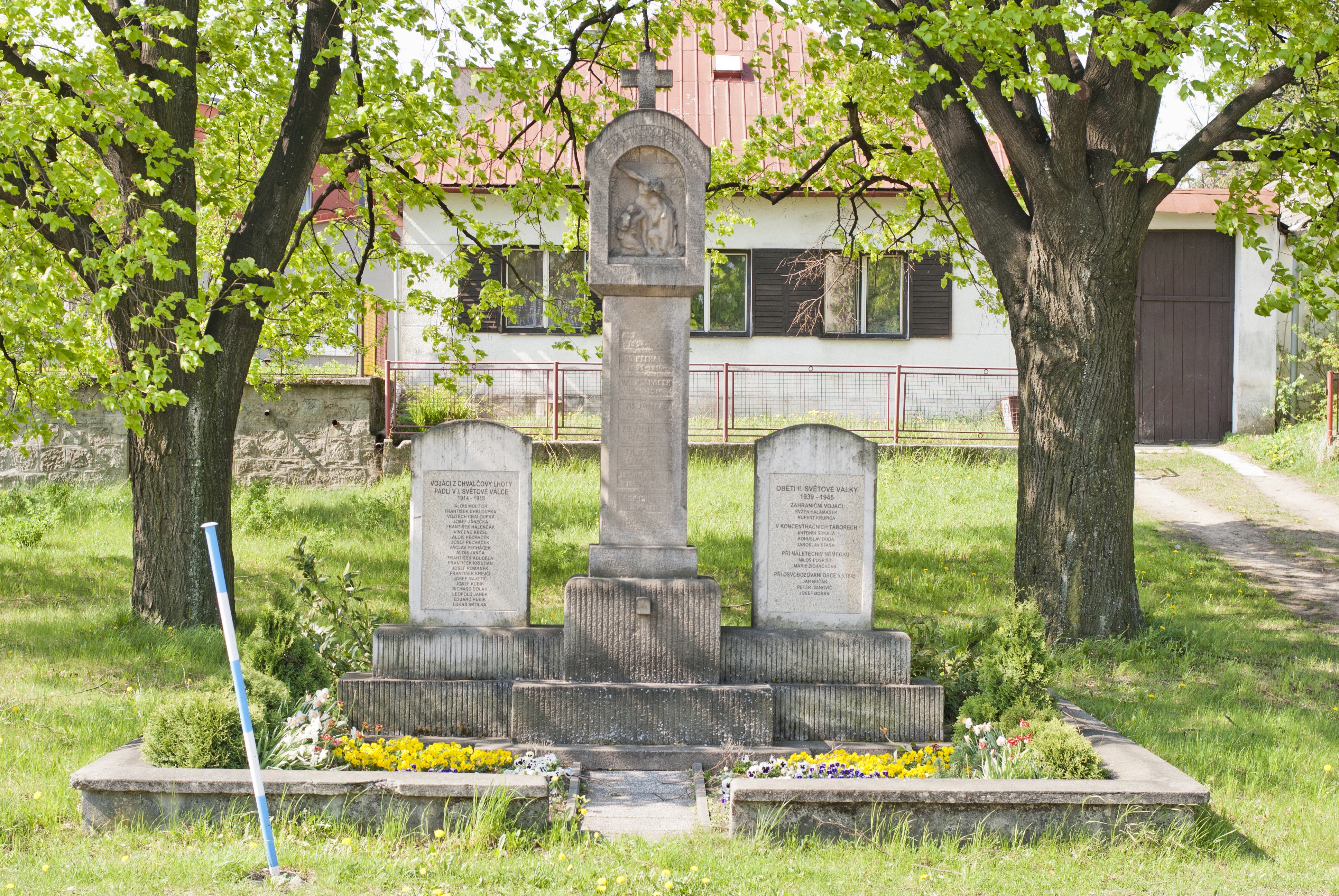
Pomník padlým ve světových válkách
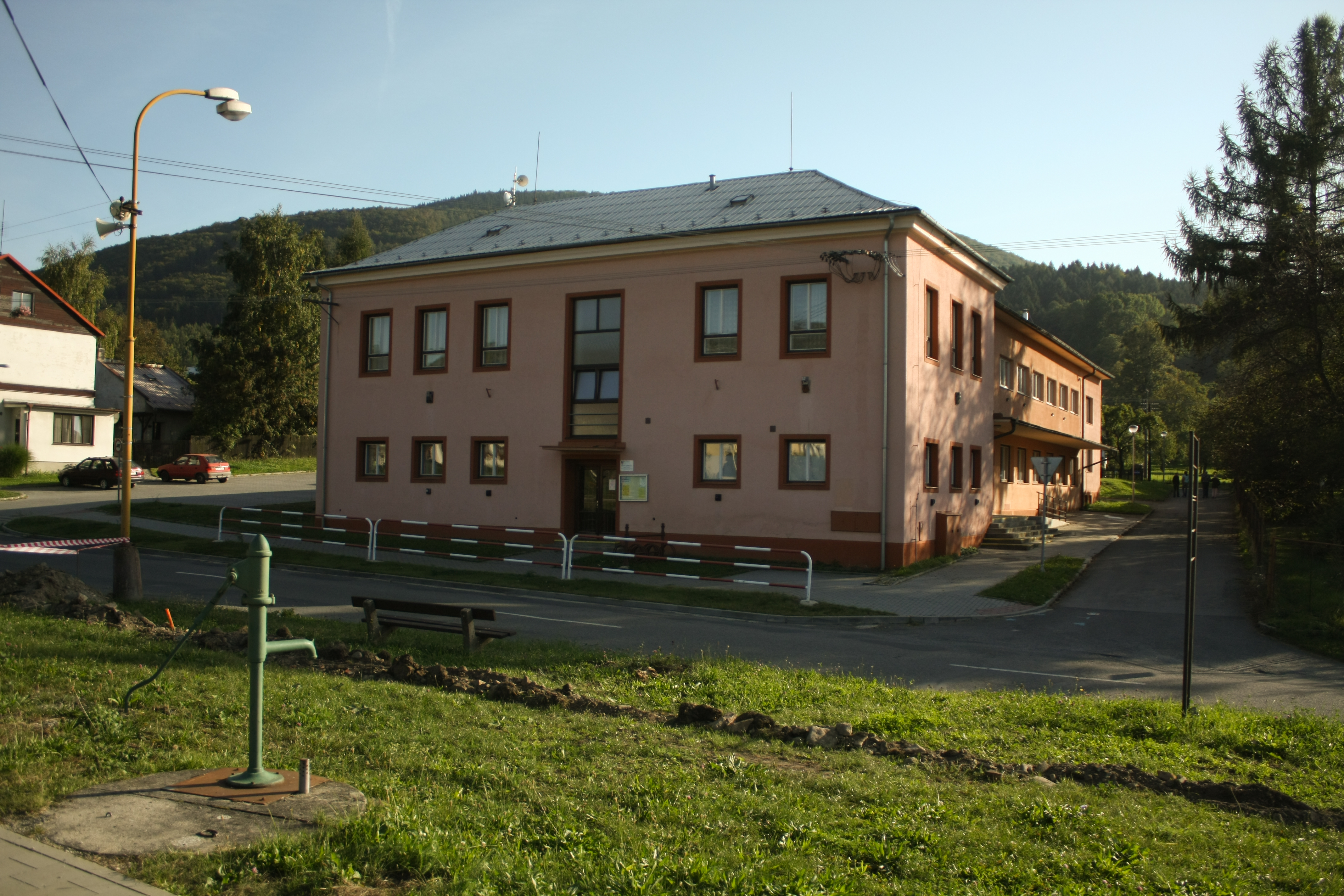
Obecní knihovna
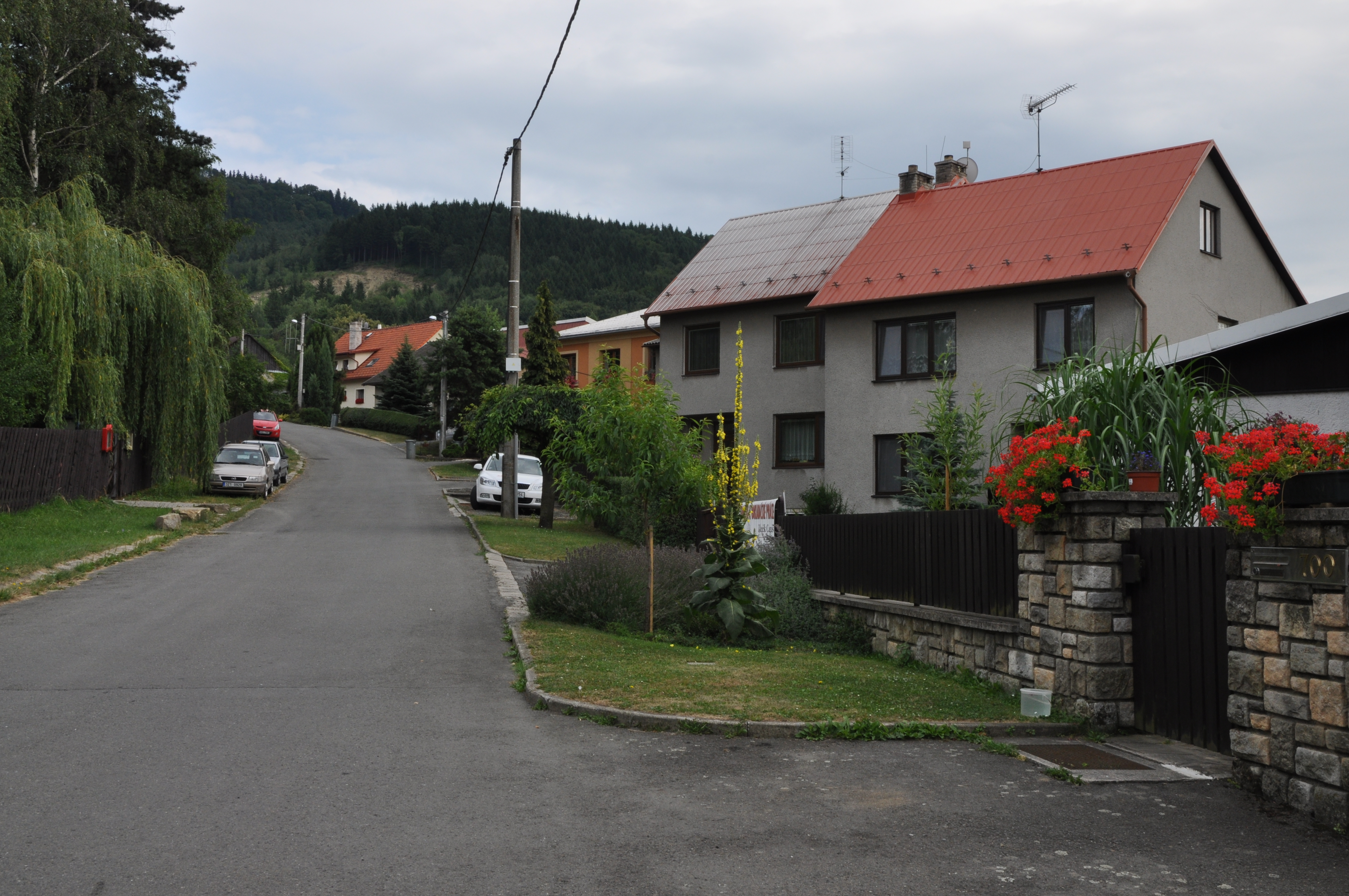
Čtvrť Lázně